# Ален Гргич
Ален Гргич (хорв. Alen Grgić, нар. 10 серпня 1994, Нова Градишка) — хорватський футболіст, захисник, півзахисник клубу «Славен Белупо». Виступав також за низку хорватських і закордонних клубів.

## Ігрова кар'єра
Ален Гргич народився 1994 року в місті Нова Градишка. Займався в юнацьких командах футбольних клубів «Младост» (Церник) та «Осієк». У 2013 році Гргич розпочав грати за першу команду клубу «Осієк», проте до основного складу команди відразу не пробився, і наступного року керівництво клубу відправило футболіста в річну оренду до клубу «Сесвете». Після повернення з оренди Гргич став гравцем основного складу «Осієка», та грав у складі команди до 2021 року. У 2021 році хорватський футболіст грав у оренді в угорському клубі «Діошдьйор», після чого його віддали в оренду до хорватського клубу «Славен Белупо».
У 2022 році Ален Гргич на правах постійного контракту став гравцем клубу «Рієка». З 2024 року футболіст, цього разу на умовах постійного контракту, грає у складі клубу «Славен Белупо».